# Cyathea plicata
Cyathea plicata là một loài dương xỉ trong họ Cyatheaceae. Loài này được Lehnert mô tả khoa học đầu tiên năm 2006.
Danh pháp khoa học của loài này chưa được làm sáng tỏ. 